# Jönköpingsbladet
Jönköpingsbladet var en liberal dagstidning som utkom i Jönköping från den 25 november 1843 till 30 november 1872, med ett uppehåll 28 februari 1854 till 26 juni 1854. Under Johan Sandwalls tid som redaktör drogs Jönköpingsbladet med i radikaliseringsvågen kring revolutionerna 1848, och skribenter som Carl Jonas Love Almqvist knöts till tidningen eftersom den upplevdes ha större svängrum än i exempelvis Aftonbladet.

## Utgivning
Tidningen kom ut en gång i veckan från 1843 till 14 december 1844, sedan 2 gånger i veckan tisdag och lördag från 17 december till 5 januari 1855. Från 9 januari 1855 kom den ut tre gånger i veckan tisdag, torsdag och lördag till 1872.

## Redaktion
Första innehavarna av utgivningsbevis för tidningen är okända. Utgivningsbevis för tidningen utfärdades 3 januari 1845 för kamreraren Johan Sandvall (död 18/4 1867 i Norfolk uti Virginia USA) samt för boktryckaren A. W. Strehlenert den 23 oktober 1848.  Redaktör Jean E. Thimgren var nästa innehavare av utgivningsbeviset från den 28 november 1870. Dessa tre har också redigerat tidningen.

## Redaktörer
- Johan Sandwall', 1843-1848
- A.W. Strehlenert', 1848-1870
- Jean A. Timgren', 1870-1872

## Medarbetare i tidningen
Medarbetare i tidningen har varit  Axel Krook 1857, Johan Peter Nyberg 1860 till oktober 1863., Viktor Rydberg 1847, 1848 och 1850, 1851 och även Johan Gustaf Schultz 1860, 1861. Bidrag till tidningen har också givits av C. J. L. Almquist 1845-1848, fru Konstantia Maria Bergeron, f. Asker Dufvo-Poster från Paris, senare särskilt utgiven såsom bok med titel Före, under och efter revolutionen i Paris 1848 i Jönköping 1888. Herman Bjursten, Wendela Hebbe 1847, P. F. Mengel (korrespondenser) 1845-1848 samt Rosalie du Puget (signatur Georgette) i slutet av 1840-talet.

## Tryckning
| Period                 | Tryckeri              |
| ---------------------- | --------------------- |
| 1843-11-25--1845-01-28 | J. E. Lundström & C:o |
| 1845-02-01--1848-08-29 | J Sandwall            |
| 1848-09-02--1848-10-14 | A. J. Sommarin        |
| 1848-10-17--1854-02-28 | A. W. Strehlenert     |
| 1854-06-28--1868-07-30 | Strehlenert & Comp    |
| 1868-08-01--1869-08-03 | C. J. Lundgren        |
| 1869-08-05--1870-12-31 | C. J. Lundgrens änka  |
| 1871-01-03--1872-11.30 | J. Thimgren           |

Tidningen trycktes med frakturstil till 1851 och 1855-1870,  övrig tid med både fraktur och antikva. 
Tidningen hade mestadels fyra sidor, ibland bara två. Sidorna hade tre spalter och satsytan var folioformat mellan 1843 till 20 november 1862. därefter 4 spalter på 41 x 28 cm satsyta. Mellan den 28 februari 1854 och 28 juni 1854 kom det inte ut några nummer av tidningen. Priset var 12 skilling banco för december 1843, 3 riksdaler banco 1844, 4 riksdaler 1845-1851, 4 riksdaler 24 skilling 1852-1856 och 7 riksdaler riksmynt 1857-1872.
Tidningen fortsattes efter nedläggningen av Jönköpings Dagblad, som emellertid upphörde redan 1875. Tidningen är digitaliserad av Kungliga biblioteket.